# Irma Wolpe Radenmacher
Irma Wolpe Radenmacher (născută Schoenberg; n. 15 martie 1902, Galați, România – d. 6 ianuarie 1984, New York City, New York, SUA) a fost o pianistă și profesoară de muzică din Statele Unite ale Americii.